# Lista de inscrições ao Oscar de melhor filme de animação em 2002
Esta é lista das inscrições ao Oscar de melhor filme de animação para a edição de 2002, sendo concedido pela primeira vez nesse ano. Um longa-metragem de animação é definido pela Academia de Artes e Ciências Cinematográficas com duração de mais de 40 minutos. Três de noves filmes inscritos foram indicado, sendo Shrek o ganhador desta edição.

## Inscrições
| Filme                             | Estúdio(s)                  | Diretor(es)                        | País(es)               | Resultado      |
| --------------------------------- | --------------------------- | ---------------------------------- | ---------------------- | -------------- |
| Final Fantasy: The Spirits Within | Hironobu Sakaguchi          | Square Pictures                    | Estados Unidos · Japão | Não indicado   |
| Jimmy Neutron: Boy Genius         | John A. Davis               | Nickelodeon Movies O Entertainment | Estados Unidos         | Indicado       |
| Marco Polo: Return to Xanadu      | Ron Merk                    | The Tooniversal Company            | Austrália              | Não indicado   |
| Monsters, Inc.                    | Pete Docter                 | Pixar Animation Studios            | Estados Unidos         | Indicado       |
| Osmosis Jones                     | Tom Sito Piet Kroon         | Warner Bros. Feature Animation     | Estados Unidos         | Não indicado   |
| The Prince of Light               | Yugo Sako                   | Nippon Ramayana Film Co.           | Índia · Japão          | Não indicado   |
| Shrek                             | Andrew Adamson Vicky Jenson | DreamWorks Animation               | Estados Unidos         | Ganhou o Oscar |
| The Trumpet of the Swan           | Richard Rich Terry L. Noss  | RichCrest Animation Studios        | Estados Unidos         | Não indicado   |
| Waking Life                       | Richard Linklater           | Thousand Words                     | Estados Unidos         | Não indicado   |